# Charles Corbin
Pour les articles homonymes, voir Corbin.
Charles Corbin, né le 4 décembre 1881 à Paris 8e (Seine) et mort le 25 septembre 1970 à Neuilly-sur-Seine (Hauts-de-Seine),, est un haut fonctionnaire et diplomate français. Après avoir été ambassadeur en Espagne (1929-1931) et en Belgique (1931-1933), il est ambassadeur au Royaume-Uni entre 1933 et 1940.
Georges Bonnet décrit Charles Corbin comme « parlant peu mais toujours à propos, recevant avec faste, courtoisie et élégance, d'un caractère droit, d'esprit fin ».

## Biographie

### Jeunesse et études
Charles Corbin est le fils de Paul Corbin, un industriel. Il est le cousin d'Henri Hoppenot. Il étudie au Collège Stanislas, puis à l'université de la Sorbonne, au sein de sa faculté de lettres.

### Parcours professionnel
Il intègre le ministère des Affaires étrangères par la voie du concours d'entrée en 1906. Il est envoyé comme attaché de presse à l'ambassade de France en Italie. Il devient chef du service presse sous Aristide Briand. Il a étudié l'anglais et le parlait couramment. Il est, au quai d'Orsay, lié à Saint-John Perse. 
En 1933, il est nommé à l'ambassade de France au Royaume-Uni. Anglophile, il est très apprécié du milieu londonien. Il œuvre à un renforcement de l'alliance franco-britannique en vue de la Seconde Guerre mondiale. Il tente, sans réussite, de saboter les accords de Munich et pousse au sein du ministère des Affaires étrangères à une alliance avec l'Union des républiques socialistes soviétiques.
En 1940, il accueille Charles de Gaulle à Londres et, avec Jean Monnet, lui propose la création d'une Union franco-britannique. Le 26 juin 1940, lorsque le régime de Vichy se met en place sous la férule de Philippe Pétain et que l'armistice est signé, il démissionne de la fonction publique,.